# 啟程之歌 (專輯)
《啟程之歌》（日語：ハジマリノウタ），日本音樂團體生物股長的第4張錄音室專輯。2009年12月23日發行。

## 簡介
前作《My song Your song》約一年之後發行。
收錄了《兩人》、《螢之光》、《YELL/JOYFUL》、《笑中帶淚》四首單曲，和前三張專輯不同，這次並沒收錄單曲的c/w曲。
專輯曲以山下穗尊作詞作曲為中心，水野良樹只負責一首曲目的作詞作曲。
專輯連續三個星期獲得Oricon公信榜冠軍（包括年底年初雙週合計），是自竹內瑪莉亞的《Expressions》1年零3個月以來首張能連續三週冠軍的專輯。總銷量超過50萬張，是2010年日本專輯銷量第8位，也是生物股長首張進入年度銷量前十位的專輯。
榮獲第52回日本唱片大賞的最優秀專輯賞。

## 收錄曲目
1. 啟程之歌～遠方天空清澈～（ハジマリノウタ〜遠い空澄んで〜）
2. 夢見台
3. JOYFUL（じょいふる）
4. YELL
5. 笑中帶淚（なくもんか）
6. 深夜中的月（真昼の月）
7. 螢之光（ホタルノヒカリ）
8. 秋櫻
9. 兩人 -Album version-（ふたり -Album version-）
10. 手心的聲音（てのひらの音）
11. How to make it
12. 未来惑星
13. 朝向明日的歸程（明日へ向かう帰り道）

## 外部連結
- 唱片介紹